# Lizières
Lizières là một xã thuộc tỉnh Creuse trong vùng Nouvelle-Aquitaine miền trung nước Pháp. Xã này nằm ở khu vực có độ cao trung bình 420 mét trên mực nước biển.

## Địa lý
Thị trấn có cự ly 18 dặm (29 km) về phía tây Guéret bên tuyến đường D49 gần giao lộ với tuyến N145. Sông Gartempe tạo phần lớn ranh giới phía nam thị trấn.

## Dân số
| 1962                                                        | 1968 | 1975 | 1982 | 1990 | 1999 | 2005 |
| ----------------------------------------------------------- | ---- | ---- | ---- | ---- | ---- | ---- |
| 320                                                         | 355  | 310  | 313  | 303  | 284  | 287  |
| Số liệu điều tra dân số từ năm 1962 Dân số chỉ tính một lần |      |      |      |      |      |      |

## Địa điểm nổi bật
- Nhà thờ, thế kỷ 15.